# Max Michailow
Max Michailow, eigentlich Mordechaj Finkelstein (* 11. Mai 1912 in Berlin; † 19. Februar 1991 in München), war ein deutscher Geiger und Konzertmeister.

## Leben und Wirken
Zu Beginn des Ersten Weltkrieges mit seinem Vater, dem Geiger und Kapellenleiter Michail Michailow und seiner Mutter, der Tochter des Konzertmeisters Polischuk, nach Schweden geflüchtet, bekam Finkelstein Geigenunterricht von  Leopold Auer. Nach dem Krieg kehrte er mit seinen Eltern nach Berlin zurück und begann am 1. September 1926 am Sternschen Konservatorium zu Berlin, wo auch bereits sein Vater studiert hatte, ein Geigenstudium als Max Michailow. Er wurde am Ende  in die Meisterklasse von Alexander Petschnikoff  aufgenommen. Daneben reiste er als „Wunderkind“ durch Europa. Wie schon sein Vater 1914, so wurde auch er für seine Leistung als Violinist am 12. Juni 1929 mit der Gustav-Hollaender-Medaille ausgezeichnet.
Anfang 1933 sollte Max Michailow Mitglied der Berliner Philharmoniker werden, was die Machtergreifung der Nationalsozialisten verhinderte. Die folgenden Monate erschütterten Michailows Gesundheit so sehr, dass er an Tuberkulose erkrankte und die Jahre 1934 und 1935 in Davos zur Kur verbrachte.
Nach Verabschiedung der Nürnberger Rassegesetze am 15. September 1935 schien seine Karriere in Deutschland beendet. Er konnte nur noch beim Jüdischen Kulturbund und wegen des Decknamenverbots auch nur unter seinem eigentlichen Namen Mordechaj Finkelstein auftreten. Im Frühjahr 1941 wurde er zu Zwangsarbeit eingezogen. 1943 gelang es ihm, unterzutauchen. Er überlebte in Treppenhäusern und Kellern von ausgebombten Gebäuden, wurde bei einem Bombenangriff schwer verletzt und erlitt eine Nervenlähmung. Einen Arzt konnte er nicht aufsuchen. Nach der Genesung schloss er sich einer Widerstandsgruppe an. In den letzten Kriegsmonaten versteckte Frida Fischer ihn und seine Mutter vor den Nazis.
1945 half er in Berlin unter sowjetischer Besatzung das Rundfunk-Sinfonieorchester wieder aufzubauen. Seiner Kriegsverletzungen wegen konnte er erst 1948 wieder eine Geige in die Hand nehmen. Mit dem Berliner Sinfonieorchester unter der Leitung von Artur Rother stellte er sich mit Tschaikowskis Violinkonzert wieder dem Publikum.
In den nächsten Jahren war er Konzertmeister beim Berliner Rundfunk. Daneben leitete er ein Kammerquartett, bestehend aus Helmut Pietsch (2. Geige), Hugo Fricke (Viola) und Werner Haupt (Violoncello). Es war im Rundfunk der DDR oft zu hören. Auch nahm er für die staatliche Gesellschaft Eterna / VEB Deutsche Schallplatte auf. Sein Klavierbegleiter war dabei häufig Erwin Milzkott.
Nach dem Bau der Berliner Mauer verließ Michailow 1961 die DDR und ging nach München, wo er eine Stelle als Erster Konzertmeister beim Rundfunk erhielt. Auch im Westen machte er Schallplattenaufnahmen, diesmal bei Telefunken. 1975 musste er den Posten aus Gesundheitsgründen aufgeben, da ihm die Kriegsfolgen schwer zu schaffen machten. Er starb am 19. Februar 1991 in München.
In der Ende Oktober 2009 in Berlin-Mitte in der Rosenthaler Straße 39 eröffneten „Gedenkstätte Stille Helden“ wird u. a. auch an das Schicksal von Max Michailow erinnert.

## Tondokumente
- Rimski-Korsakow (1844–1908): Chant Hindu : (Hindu-Lied) aus der Oper „Sadko“. Max Michailow (Violine), Erwin Milzkott (Klavier) Telefunken A 10 942 (Matrizennummer 35 829) DNB
- M. Michailow sen.: Gavotte, Op. 2. Max Michailow (Violine), Erwin Milzkott (Klavier). Telefunken A 10 942 (Matrizennummer 35 831) DNB
- Max Butting: Kleine Kammermusik, opus 70. Erwin Milzkott (Flöte), Erich Erthel  (Englischhorn), Max Michailow (Violine), Werner Haupt (Violoncello). Eterna / Lied der Zeit Berlin 20/41.
  - I. Satz: Scherzo. ET 20-6287 (Matrizennummer  ET 20 6287) DNB
  - II. Satz: Danza. ET 20-6288  (Matrizennummer ET 20 6288) DNB
  - III. Satz: Canzonetta. ET 20-6289  (Matrizennummer  ET 20 6289) DNB
  - IV. Satz: Variazioni senza tema. ET 20-6290 (Matrizennummer  ET 20 6290) DNB